# Conrad Pochhammer
Conrad Pochhammer (ur. 22 września 1873 w Greifenberg in Pommern, zm. 25 marca 1932 w Poczdamie) – niemiecki lekarz i nauczyciel akademicki. Był generalnym chirurgiem ogólnym Królestwa Prus.

## Życie
C. Pochhammer studiował medycynę na Uniwersytecie Fryderyka Wilhelma w Berlinie (niem.) Friedrich-Wilhelms-Universität, gdzie uzyskał doktorat w 1896 roku i tytuł profesora po habilitacji. Był lekarzem wojskowym w sztabie królewskiej armii pruskiej. Po objęciu funkcji generalnego chirurga ogólnego podał się do dymisji z czynnej służby. Zawodowo związany był ze szpitalem im. św. Józefa w Poczdamie w którym pełnił m.in. funkcję naczelnego chirurga.
Żonaty z Angeliną von Rintelen, córką generała-porucznika Wilhelma von Rintelena i Hedwig z domu Russell. Ślub został zawarty 14 maja 1918 r. w Poczdamie. Brak jest danych o potomstwie uczonego.

## Prace
- Über die Aetiologie der Myelitis, speziell in ihren Beziehungen zur Syphilis, Berlin 1896.
- Experimentelle Untersuchungen über die Entstehung des Starrkrampfs und die Wirkung des Tetanustoxins im menschlichen und tierischen Organismus, Leipzig 1909.

## Opracowania
- Genealogisches Handbuch des Adels, Adelige Häuser B Bd. XXI, s. 464, Bd. 108 der Gesamtreihe, C. A. Starke Verlag, Limburg (Lahn) 1995, ISBN 3-7980-0700-4.

## Opracowania online
- Chronik der Stadt Potsdam (1921-1932) (niem.). potsdam-chronik.de. [zarchiwizowane z tego adresu (2011-03-03)]., [dostęp 2011-07-24].
- Enzyklo online Enzyklopädie, Conrad Pochhammer (niem.), [dostęp 2011-07-23].
- Staatsbibliothek zu Berlin, Literaturliste im Online-Katalog SBB (niem.), [dostęp 2011-07-23].
- Wendt E., Fritz Joachim Paul v. Rintelen (niem.) [w]: Neue Deutsche Biographie (NDB) (niem.), B. 21, Duncker & Humblot, s. 643, Berlin 2003.